# Tomasz Glazik
Tomasz Glazik (ur. 12 maja 1978 w Tucholi) – polski muzyk jazzowy, saksofonista, klarnecista, improwizator, kompozytor, producent. 

## Życiorys
Absolwent Państwowej Szkoły Muzycznej im. Artura Rubinsteina w Bydgoszczy w klasie saksofonu oraz Wydziału Edukacji Artystycznej na Uniwersytecie Kazimierza Wielkiego w Bydgoszczy. 
Członek polskich zespołów: Kult, El Doopa, Sing Sing Penelope, Contemporary Noise Sextet, Spejs, oraz Glabulator. Był związany z zespołami 4 Syfon (1999–2001) oraz Buldog (2004-2012). Brał udział w nagraniach projektu Kasia i Wojtek, Vavamuffin, oraz solowych albumów Kazika. Stworzył także muzykę do filmu dokumentalnego o warszawskiej Pradze Inna strona miasta. W styczniu 2012 Tomek Glazik odszedł z zespołu Buldog, a w styczniu 2015 z zespołu Kasia i Wojtek. Pierwszego września 2020 roku na oficjalnym profilu zespołu Kult na portalu Facebook poinformowano, że "Tomek Glazik zdecydował się opuścić szeregi zespołu".

## Dyskografia
z Contemporary Noise Quintet/Sextet
- Pig Inside the Gentleman (2006)
- Unaffected Thought Flow  (2008)
- Ghostwriter’s Joke (2011)

z Sing Sing Penelope:
- Sing Sing Penelope (2005)
- Music for Umbrellas (2007)
- We Remember Krzesełko (2008)
- Stirli People in Jazzga  z Andrzejem Przybielskim (2009)
- Electrogride (2010) z DJ Strangefruit
- This is the music, vol. 1 (2012)

z Kultem: 
- Kazelot (2003, singel)
- Kocham Cię a miłością swoją (2005/2006)
- Poligono Industrial (2005)
- Pan Pancerny (2006, singel)
- Marysia (2009, singel)
- Hurra (2009)
- Karinga – Hurra! Suplement (2010, EP)
- MTV Unplugged (2010)
- Prosto (2013)
- Wstyd (2016)
- Wstyd. Suplement 2016 (2016, maxisingel)
- Made in Poland (2017)
- Made in Poland II (2017)

z Kazikiem Staszewskim:
- Piosenki Toma Waitsa (2003)
- Czterdziesty pierwszy (2004)
- Los się musi odmienić (2005)
- Silny Kazik pod wezwaniem (2008)

z El Dupą:
- A pudle? (2000)
  - Prohibicja (singel)
  - Natalia w Brooklynie (singel)
- Gra? (2007)
  - 2000000 głosów (singel)
  - 2008: Moherowa odyseja (singel)
- Pożegnanie za friko (2013)
  - Wojna w Polsce (singel)

z Buldogiem:
- Singiel (2005, singel)
- Płyta (2006)
- Elita (2007, singel)
- Chrystus miasta (2010)
- Laudatores Temporis Acti (2011)

z Glabulatorem:
- Jeden dzień bez godzin (2013)

z Jaząbu:
- Łódź kosmiczna (2017)